# Chrysler Sunbeam
De Chrysler Sunbeam is een van 1977 tot 1981 geproduceerde compacte klasse personenauto van de Britse tak van autofabrikant Chrysler. Na de overname van Chrysler Europe door PSA Peugeot Citroën werd de auto verkocht als Talbot Sunbeam. Een versie van de auto genaamd Talbot Sunbeam Lotus was succesvol in de motorsport.

## Geschiedenis
Rond 1970 werd de naam van de Rootes Group veranderd in Chrysler UK en werd de Sunbeam 1250/1500 of Avenger geïntroduceerd. Dit model had aanvankelijk een behoorlijk verkoopsucces maar door (onder meer) stakingen en de oliecrisis van 1973 kwam Chrysler Europe in moeilijkheden. De Britse fabrieken vormden het grootste probleem en de dreiging dat die als eerste gesloten of afgestoten zouden gaan worden sloeg in als een bom. Het harde standpunt van Chrysler bracht de Britse regering tot staatsinvesteringen, mits er een nieuw Sunbeam-model uitgebracht zou worden. Chrysler UK was daarmee gered en in een hoog tempo werd een nieuwe, compacte hatchback ontwikkeld.
Onder de codenaam 424 ging het project van start. Het gewenste concept, een hatchback met voorwielaandrijving, was vanwege te hoge ontwikkelingskosten niet haalbaar. De ontwerpers kregen de opdracht om niet alleen de techniek van de Avenger te gebruiken maar ook zoveel mogelijk plaatwerk. De bodem, de deuren en delen van het front werden van de Avenger overgenomen, de achterzijde werd geheel aangepast tot een moderne, opvallende hatchback.
In juni 1977, ruim achttien maanden nadat de eerste schetsen op papier waren gezet, werd de nieuwe Chrysler Sunbeam voorgesteld. Vier maanden later begon de verkoop in Groot-Brittannië, er waren drie typen leverbaar: de LS, de GL en de S. Er was keuze uit drie motoren: een uit de Hillman Imp afkomstige en opgeboorde 928 cc, een 1295 cc en een 1598 cc-motor die beide afkomstig waren uit de Avenger-serie. Om concurrentie in eigen huis te voorkomen, werd de tweedeursversie van de Avenger uit productie genomen en de Chrysler Horizon alleen als vijfdeurs geleverd.
Vanaf 1978 werd de Sunbeam ook in Nederland geleverd en meteen al werden de geruchten verspreid dat er ook een speciale competitieversie te verwachten was die zich prima zou lenen voor de internationale autosport. Als voorbode werd in 1978 de 1600 Ti uitgebracht, een sportieve versie van de Chrysler Sunbeam die was afgeleid van de Avenger Tiger. De Ti had een 1600 cc-motor met twee Weber-carburateurs die 100 pk leverde. De auto kreeg two-tone-lakwerk en als sportauto kwam ook de achterwielaandrijving beter tot haar recht.

### Sunbeam Lotus

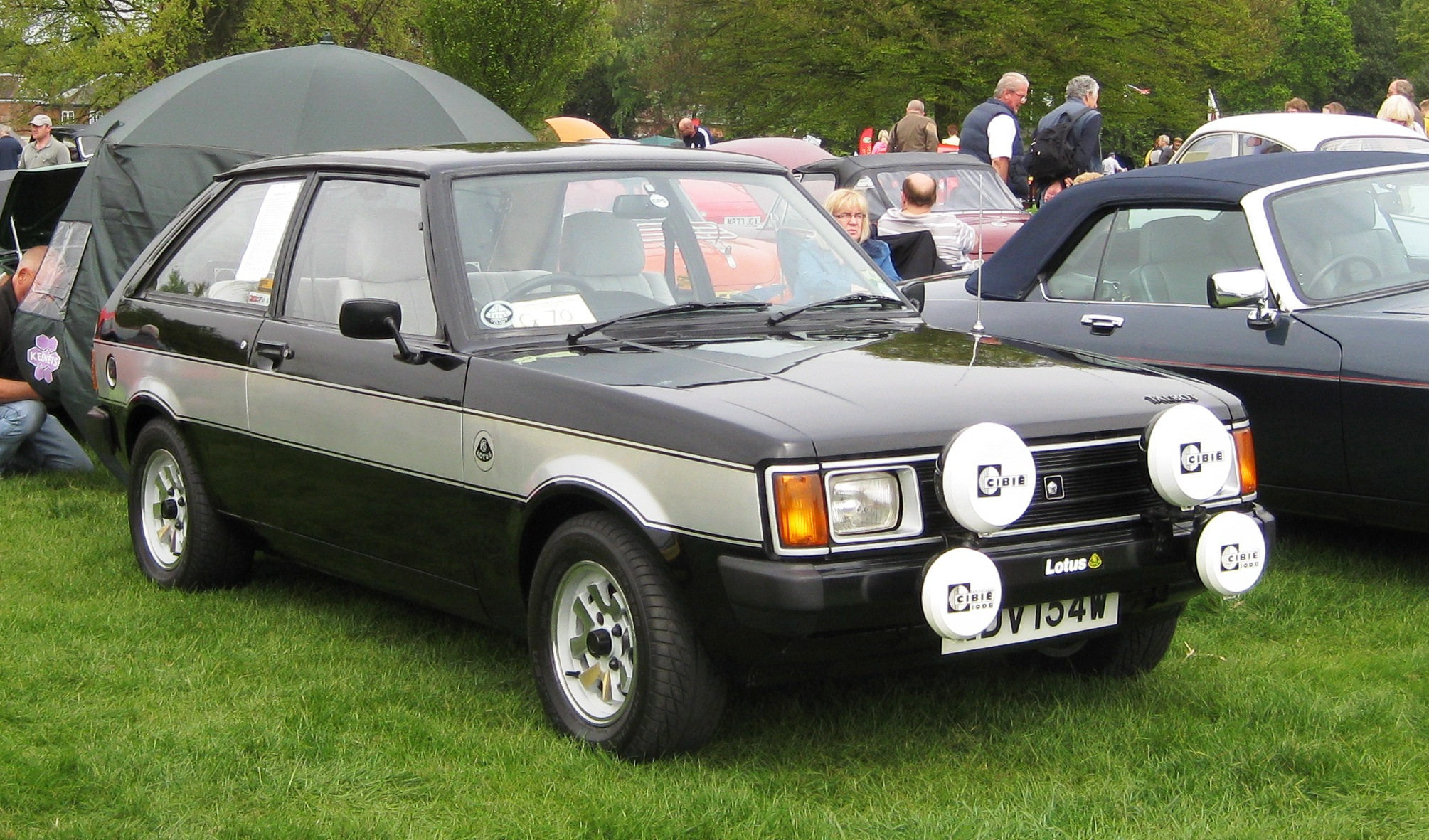
Talbot Sunbeam Lotus

In Groot-Brittannië experimenteerde men inmiddels al met een door het Competition Centre geprepareerde Lotus-versie van de Sunbeam-hatchback voor deelname aan de internationale rallysport. Dess O'Dell, de competitiechef van Chrysler, was al jaren bezig om een succesvol rallywapen te creëren en dit wilde gewoon niet lukken. Met de komst van de Sunbeam hatchback zag O'Dell z'n kansen groeien om een nieuwe Groep 2-auto te ontwikkelen. Een groot voordeel was de compacte carrosserie die toch grotendeels voorzien was van het door Dess O'Dell zo geliefde Avenger-materiaal. Men kwam voor de motorisering bij Lotus uit en zo werd de Chrysler Sunbeam Lotus ontwikkeld en werd zelfs de Chrysler-directie overgehaald om een kleine serie van deze Lotus-versie te gaan produceren, om zo eerst in Groep 4 en later in Groep 2 te kunnen deelnemen aan internationale rally's.

### Talbot Sunbeam

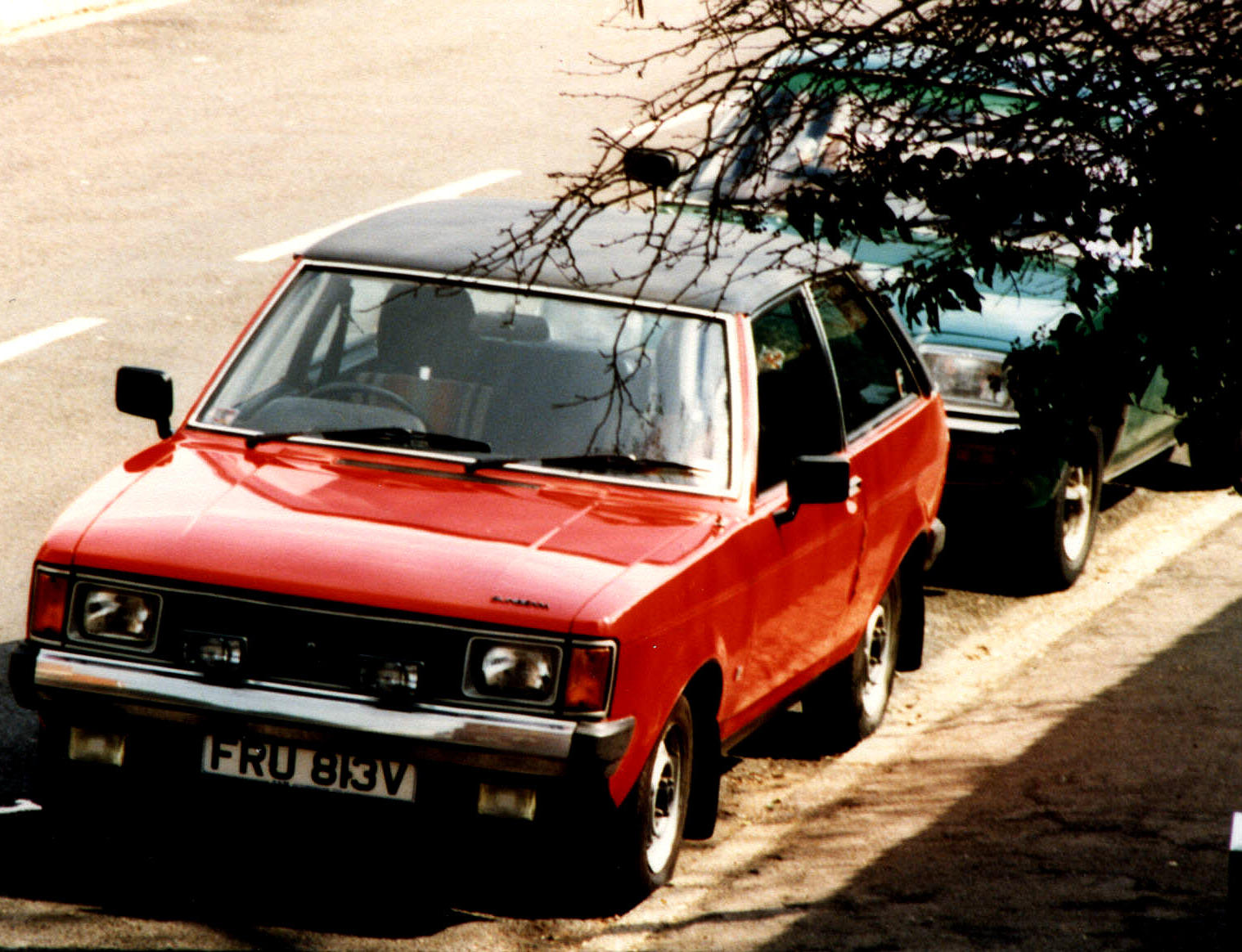
Talbot Sunbeam

In augustus 1979 werd de naam Chrysler gewijzigd in Talbot nadat PSA ongeveer een jaar eerder Chrysler Europe had overgenomen. Deze veranderingen stonden de ontwikkeling van de Lotus-versie echter niet in de weg en nadat er bij de eerste persvoorstellingen nog wordt gesproken over de Chrysler Sunbeam Lotus, werd deze eind 1979 verkrijgbaar als Talbot Sunbeam Lotus. In november won Henri Toivonen met een 240 pk sterke Lotus de RAC rally en werd de Sunbeam-serie gefacelift met onder andere grotere Talbot-koplampen.

### Einde en wereldkampioen rally

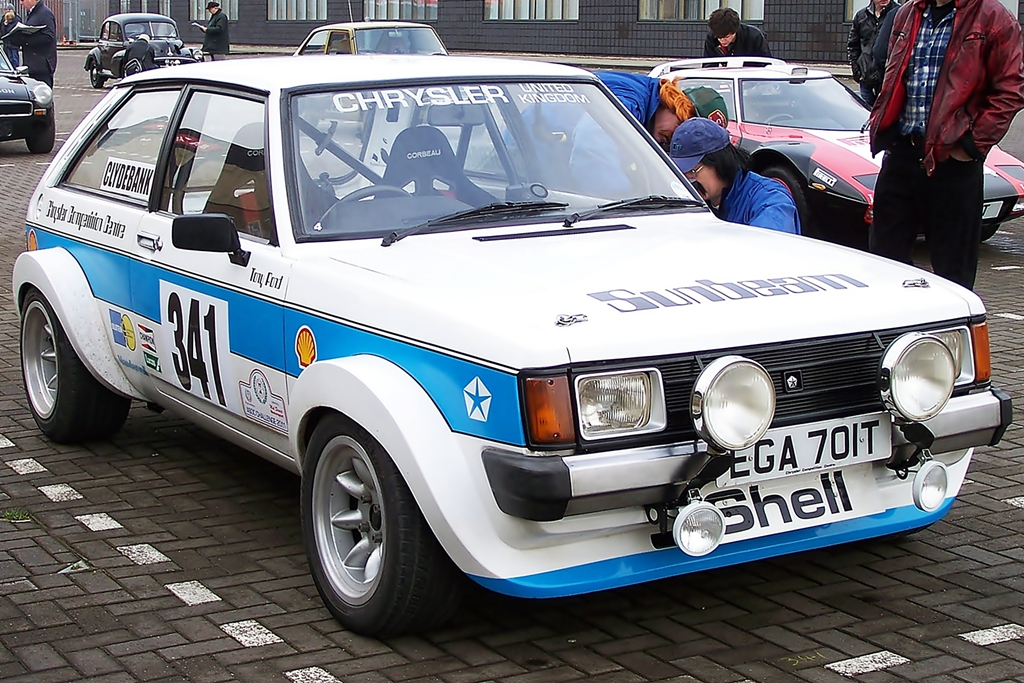
Talbot Sunbeam Lotus van Chrysler Competition Centre

Met ingang van modeljaar 1981 werd de Sunbeam-serie drastisch uitgedund. Er bleven slechts drie motoren leverbaar, de kleine 928 cc, de 1600 Ti en de Lotus. In april 1981 werd de productie van de Avenger en de Sunbeam in Linwood (Schotland) beëindigd en de fabriek gesloten. De opvolger van de Talbot Sunbeam was de Talbot Samba die in het najaar van 1981 verscheen. Deze werd niet meer in Schotland gebouwd maar in Frankrijk.
Tegen het einde van het jaar won Talbot nog het wereldkampioenschap rally met de Talbot Sunbeam Lotus, terwijl een van de Talbot-fabrieksrijders, Guy Fréquelin, tweede werd in de eindstand. De Talbot Sunbeam Lotus werd daarmee wereldkampioen op het moment dat de productie van het model al was gestaakt.
Huidige modellen:
Pacifica ·
Voyager / Town & Country
Recente modellen:
200 ·
300 ·
300M ·
Aspen ·
Cirrus ·
Concorde ·
Crossfire ·
Daytona ·
Dynasty ·
Imperial ·
Intrepid ·
LeBaron ·
LHS ·
Neon ·
New Yorker ·
Pacifica ·
Prowler ·
PT Cruiser ·
Saratoga ·
Sebring ·
Stratus ·
TC by Maserati ·
Vision
Historische modellen na de Tweede Wereldoorlog:
180 ·
300 ·
Avenger ·
Conquest ·
Cordoba ·
Fifth Avenue ·
Horizon ·
Laser ·
Newport ·
Royal ·
Sigma ·
Sunbeam ·
Turbine Car ·
Valiant ·
Windsor
Historische modellen voor de Tweede Wereldoorlog:
70 ·
72 ·
77 ·
Airflow ·
Airstream ·
Four ·
Six